# Proanthocyanidine

Epicatechine (EC) een bouwsteen van proanthocyanidine

Proanthocyanidine (PAC), ook bekend als oligomerisch proanthocyanidine (OPC), pycnogenol, leukocyanidine of leucoanthocyanine is een groep van flavonoïden. Dit zijn donkerblauwe kleurstoffen die in planten voorkomen, vooral in de schil en de pitten. Proanthocyanidine is een polymeer van flavonoïden zoals catechine.
Professor Jack Masquelier isoleerde in 1936 voor het eerst proanthocyanidine uit planten. In 1948 trof hij het aan in de bruine schil rond pinda's.

## Voorkomen
Proanthocyanidine komt voor in druivenpitten en schil van blauwe druiven, in rode wijn vooral van Vitis vinifera. Zwarte bessen, groene en zwarte thee bevatten ook proanthocyanidine. Verschillende andere planten met donkere bessen bevatten het ook.
Rode wijn bevat 180 milligram proanthocyanidine per liter, twintig keer meer dan witte wijn. Het proanthocyanidine zit vooral in de schil en in de pitten.

## Gezondheid
Proanthocyanidine werkt gunstig in op de bloedvaten en onderdrukt de aanmaak van het eiwit endotheline-1 dat bloedvaten vernauwt. Dit kan de Franse paradox verklaren.
Blauw druivensap levert nog meer proantocyanidine dan rode wijn.
Het komt ook voor in cacaobonen. Proeven wijzen uit dat dit aderverkalking tegengaat Proanthocyanidine kan door de bloed-hersenbarrière heen en werkt dus ook in op de bloedvaten in de hersenen. Het werkt ook tegen pijn bij menstruatie .
Proanthocyanidine is een antioxidant 20 keer sterker dan vitamine C en 50 keer sterker dan vitamine E.
Het helpt darmkanker voorkomen bij proeven op muizen. In ander in-vivo-onderzoek lijkt proanthocyanidinebevattend extract van druivenpitten te beschermen tegen de carcinogene effecten van TPA (12-O-tetradecanoylphorbol-13-acetate) en UV-B straling op de huid.